# MMXX (Sons of Apollo)
MMXX è il secondo album in studio del gruppo musicale statunitense Sons of Apollo, pubblicato il 17 gennaio 2020 dalla Inside Out Music.

## Tracce
Testi di Jeff Scott Soto, musiche di Derek Sherinian, Ron Thal e Mike Portnoy.
1. Goodbye Divinity – 7:13
2. Wither to Black – 4:45
3. Asphyxiation – 5:08
4. Desolate July – 5:59
5. King of Delusion – 8:48
6. Fall to Ascend – 5:07
7. Resurrection Day – 5:51
8. New World Today – 15:51

CD bonus nell'edizione limitata
- Instrumental Mixes

1. Goodbye Divinity – 7:17
2. Wither to Black – 4:46
3. Asphyxiation – 5:07
4. Desolate July – 6:09
5. King of Delusion – 8:47
6. Fall to Ascend – 5:07
7. Resurrection Day – 5:50
8. New World Today – 12:56

- A Cappella Excerpts

1. Goodbye Divinity – 2:40
2. Wither to Black – 2:55
3. Asphyxiation – 2:26
4. Desolate July – 2:54
5. King of Delusion – 3:30
6. Fall to Ascend – 2:02
7. Resurrection Day – 2:09
8. New World Today – 4:15

## Formazione
Gruppo
- Mike Portnoy – batteria, percussioni, voce, arrangiamento
- Derek Sherinian – tastiera, arrangiamento
- Ron "Bumblefoot" Thal – chitarra, voce, arrangiamento
- Jeff Scott Soto – voce
- Billy Sheehan – basso

Altri musicisti
- Halen Sherinian – voce sussurrante (traccia 5)

Produzione
- The Del Fuvio Brothers: Derek Sherinian, Mike Portnoy – produzione
- Jay Ruston – missaggio, mastering
- John Douglass – assistenza al missaggio
- Maor Applebaum – mastering
- Jerry Guidroz – ingegneria della batteria
- Greg Foeller – assistenza tecnica
- Thomas Cucé – ingegneria del suono aggiuntiva, pre-produzione
- Andy Freeman – ingegneria del suono aggiuntiva

## Classifiche
| Classifica (2020)          | Posizione massima |
| -------------------------- | ----------------- |
| Austria                    | 30                |
| Belgio (Fiandre)           | 82                |
| Belgio (Vallonia)          | 53                |
| Finlandia                  | 36                |
| Francia                    | 86                |
| Germania                   | 11                |
| Grecia                     | 69                |
| Italia                     | 84                |
| Paesi Bassi                | 48                |
| Regno Unito                | 90                |
| Regno Unito (rock & metal) | 2                 |
| Spagna                     | 26                |
| Svizzera                   | 8                 |